# Cerco de Constantinopla (717–718)

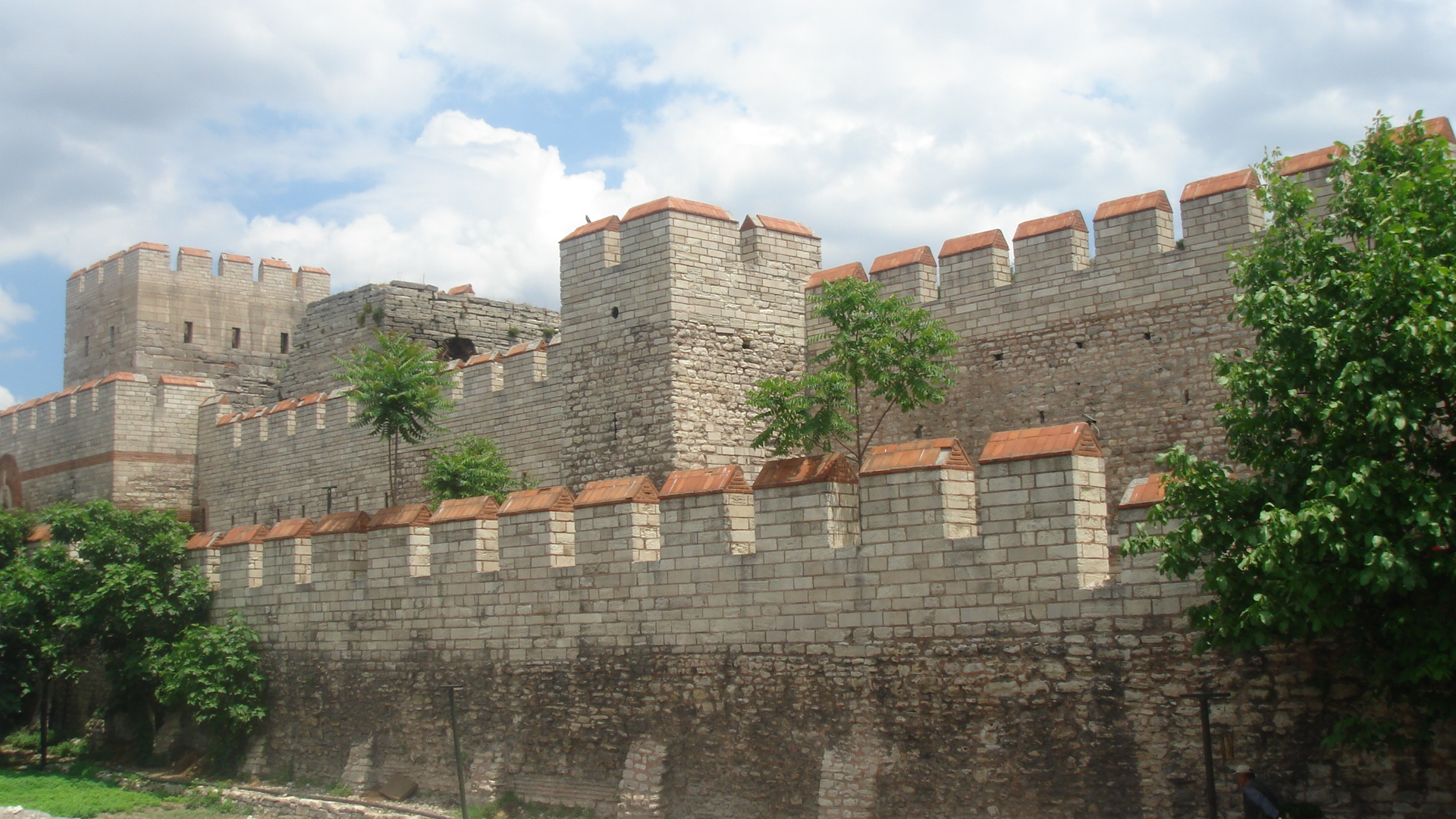
Tramo restaurado das muralhas de Teodósio junto à Porta de Selímbria, que protegiam o lado terrestre de Constantinopla e que uma vez mais se revelaram cruciais para a defesa da cidade durante o cerco de 717–718

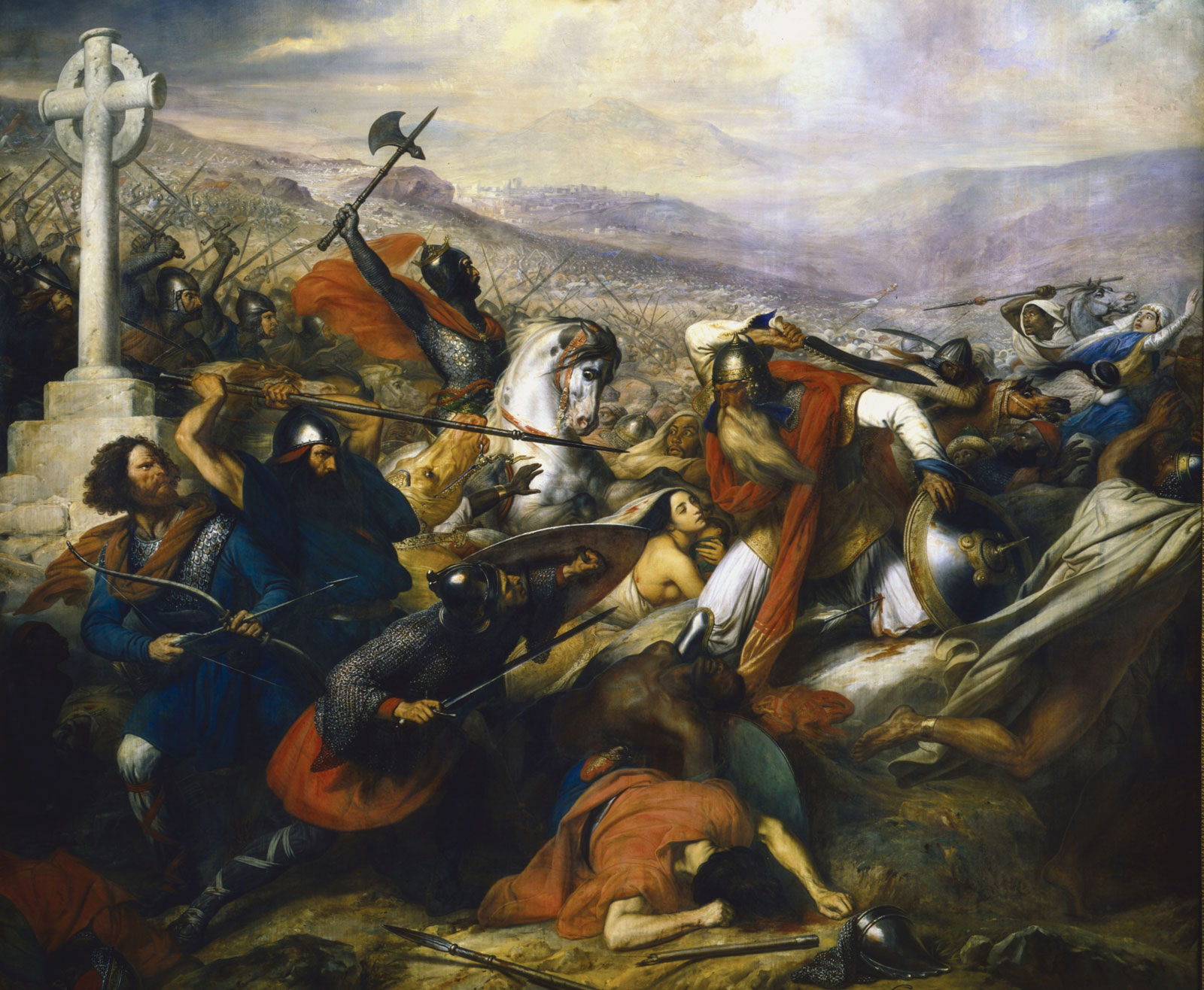
A Batalha de Poitiers (732), aqui representada num pintura de Charles de Steuben, é frequentemente comparada com o segundo cerco árabe de Constantinopla, por serem dois acontecimentos determinantes para a paragem da expansão islâmica na Europa.

O segundo cerco árabe de Constantinopla foi uma ofensiva militar levada a cabo por forças terrestres e navais do Califado Omíada contra Constantinopla, a capital do Império Bizantino, entre julho de 717 e 15 de agosto de 718. A campanha marcou o culminar de vinte anos de ataques e ocupações progressivas das terras fronteiriças bizantinas por parte dos Árabes, num período em que o poderio bizantino estava enfraquecido por prolongados tumultos internos. Em 716, depois de anos de preparação, as forças árabes comandadas pelo príncipe omíada Maslama ibne Abedal Maleque (Μασαλμᾶς, Masalmas nas fontes bizantinas) invadiram a Ásia Menor. Inicialmente, os Árabes esperavam tirar partido da guerra civil bizantina e aliaram-se ao general Leão III, o Isauro, que tinha-se rebelado contra o imperador Teodósio III (r. 715–717). Contudo, Leão enganou-os e assegurou o trono bizantino para ele próprio.
Depois de passar o inverno nas costas ocidentais da Ásia Menor, os Árabes cruzaram o mar em direção à Trácia no início do verão de 717 e construíram linhas de cerco para bloquearem a cidade, a qual era protegida pelas maciças muralhas de Teodósio. A armada árabe, que acompanhava o exército terrestre e deveria completar o bloqueio da cidade por mar, foi neutralizada logo que chegou pela marinha bizantina através do uso de fogo grego, o que possibilitou que Constantinopla pudesse ser abastecida por mar, ao mesmo tempo que os Árabes foram dizimados pela fome e doença durante o inusitadamente duro inverno que se seguiu. Na primavera de 718, duas frotas árabes enviadas como reforços foram destruídas pelos Bizantinos após as suas tripulações cristãs terem desertado. Um exército enviado por terra pelo califado caiu numa emboscada e foi derrotado. A juntar a isto, os aliados búlgaros dos Bizantinos atacaram os Árabes pela retaguarda, obrigando-os a levantar o cerco em 15 de agosto de 718. Na viagem de volta, a frota que transportava as tropas árabes foi destruída quase por completo por desastres naturais.
O fracasso do cerco teve amplas repercussões. A resistência de Constantinopla assegurou a sobrevivência e continuidade de Bizâncio e provocou uma alteração na perspetiva estratégica do califado: embora os ataques regulares a territórios bizantinos continuassem, o objetivo de conquista permanente foi abandonado. Os historiadores atribuem ao cerco a paragem do avanço muçulmano para o interior da Europa e consideram-no uma das batalhas mais decisivas da história.

## Contexto
Após o primeiro cerco árabe de Constantinopla, em 674-678, os Árabes e Bizantinos desfrutaram de um período de paz. A partir de 680, o Califado Omíada mergulhou na segunda guerra civil muçulmana, o que possibilitou a ascendência de Bizâncio a Oriente, que se traduziu no recebimento de avultados tributos pelos imperadores bizantinos, pagos pelo governo omíada de Damasco.
Em 692, quando os Omíadas emergiram como vencedores da guerra civil muçulmana, o imperador Justiniano II (r. 685–695 e 705–711) reabriu as hostilidades. O resultado foi uma série de vitórias árabes que conduziram à perda do controlo bizantino da Arménia e dos principados do Cáucaso e a um avanço gradual dos Árabes em terras bizantinas. Todos os anos os generais do califado, geralmente membros da família omíada, lançavam raides no território bizantino e capturavam fortalezas e cidades.
A partir de 712, o sistema de defesa bizantino começou a dar sinais de colapso: os raides árabes penetravam cada vez mais longe no interior da Ásia Menor, fortalezas fronteiriças eram repetidamente atacadas e saqueadas e as referências históricas a reações bizantinas tornaram-se cada vez mais raras. Para o sucesso dos Árabes contribuiu o prolongado período de instabilidade interna que se seguiu à primeira deposição de Justiniano II em 695, durante o qual o trono bizantino mudou de mãos sete vezes em violentas revoluções. Nas palavras do bizantinista Warren Treadgold, «os ataques árabes iriam intensificar-se de qualquer forma depois do fim da sua própria guerra civil [...] Com muitíssimos mais homens, terras e riqueza do que Bizâncio, os Árabes tinham começado a concentrar a sua força contra ele. Agora ameaçavam extinguir o império completamente capturando a sua capital.»

## Fases iniciais

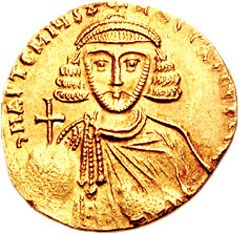
Soldo com efígie de, que preparou a cidade para o previsível ataque árabe

Mapa do Império Bizantino

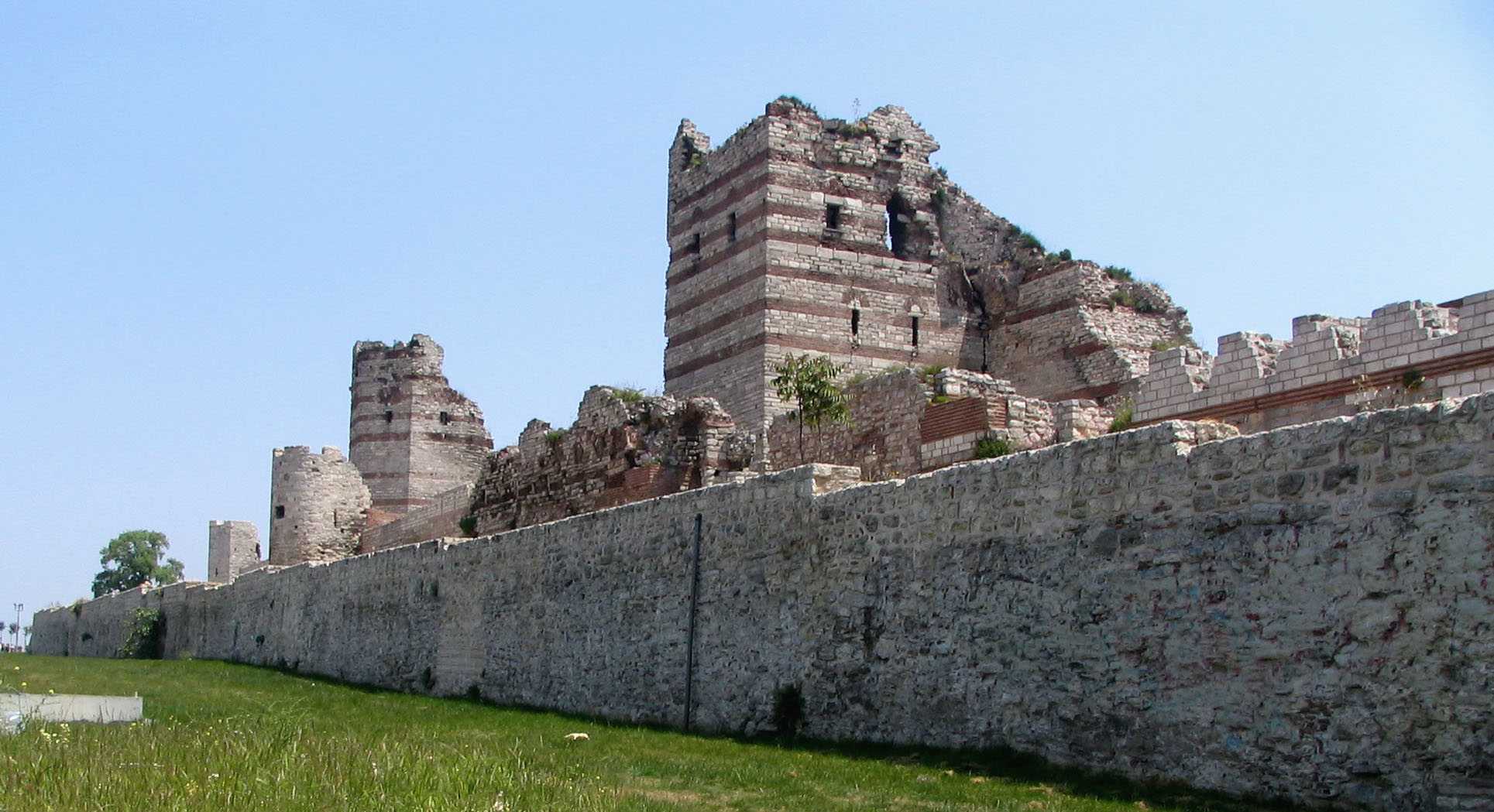
Tramo das muralhas de Teodósio perto da Porta de São Romão (Πόρτα τοῦ Ἁγίου Ρωμανοῦ), atualmente conhecida como Topkapı (Porta do Canhão)

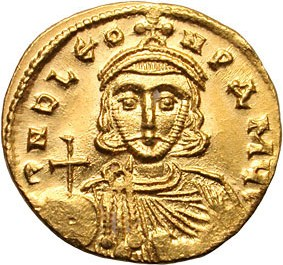
Soldo com a efígie de

## Forças oponentes

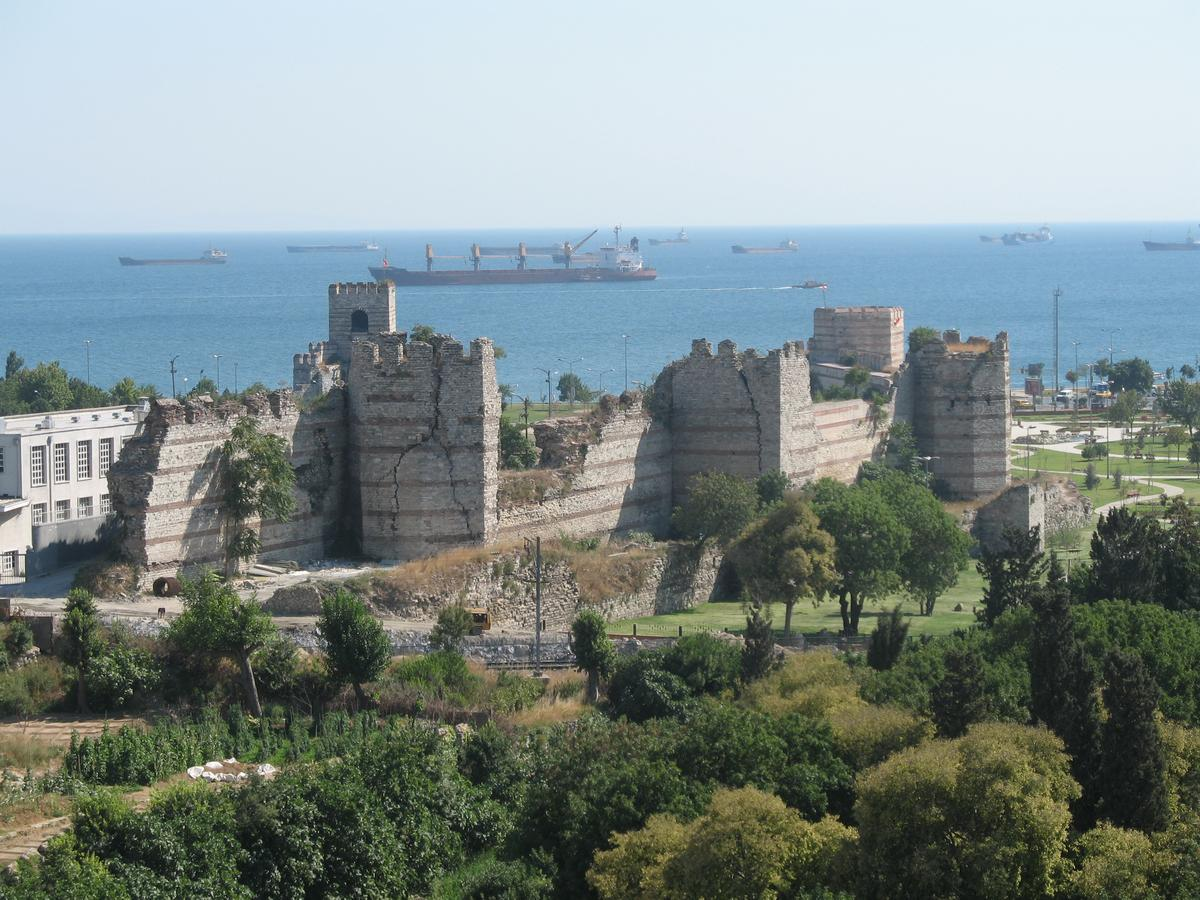
A chamada Torre de Mármore (Mermer Kule), situada junto ao mar de Mármara, na junção entre a Muralha de Teodósio (terrestre) e a Muralha Propôntida (marítima)

## Cerco

Mapa das muralhas de Constantinopla

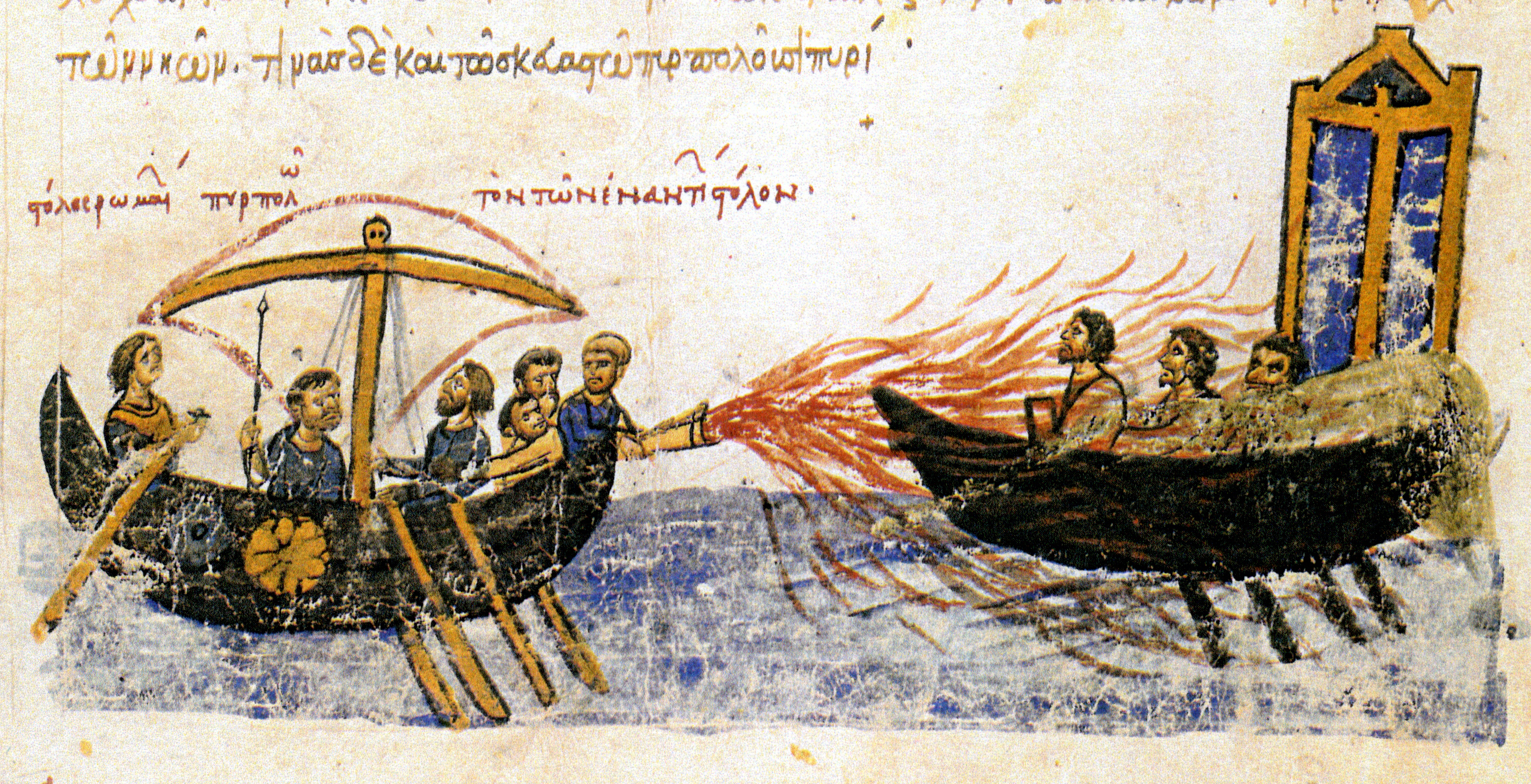
Iluminura do "Escilitzes de Madrid" (século XI mostrando navios bizantinos usando fogo grego

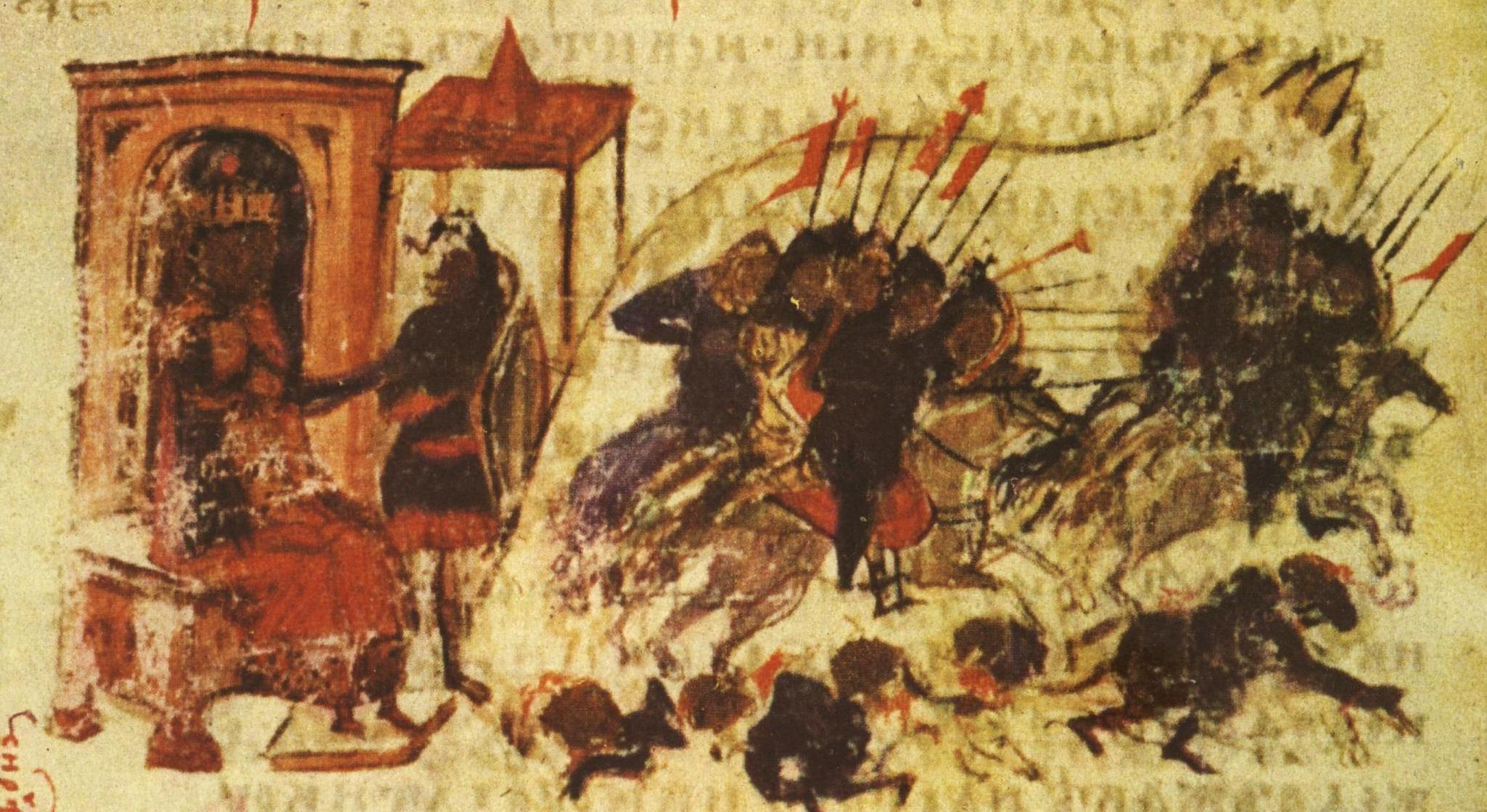
Ataque das tropas de Maslama durante o cerco, numa tradução búlgara da Crónica de Constantino Manasses (século XII)

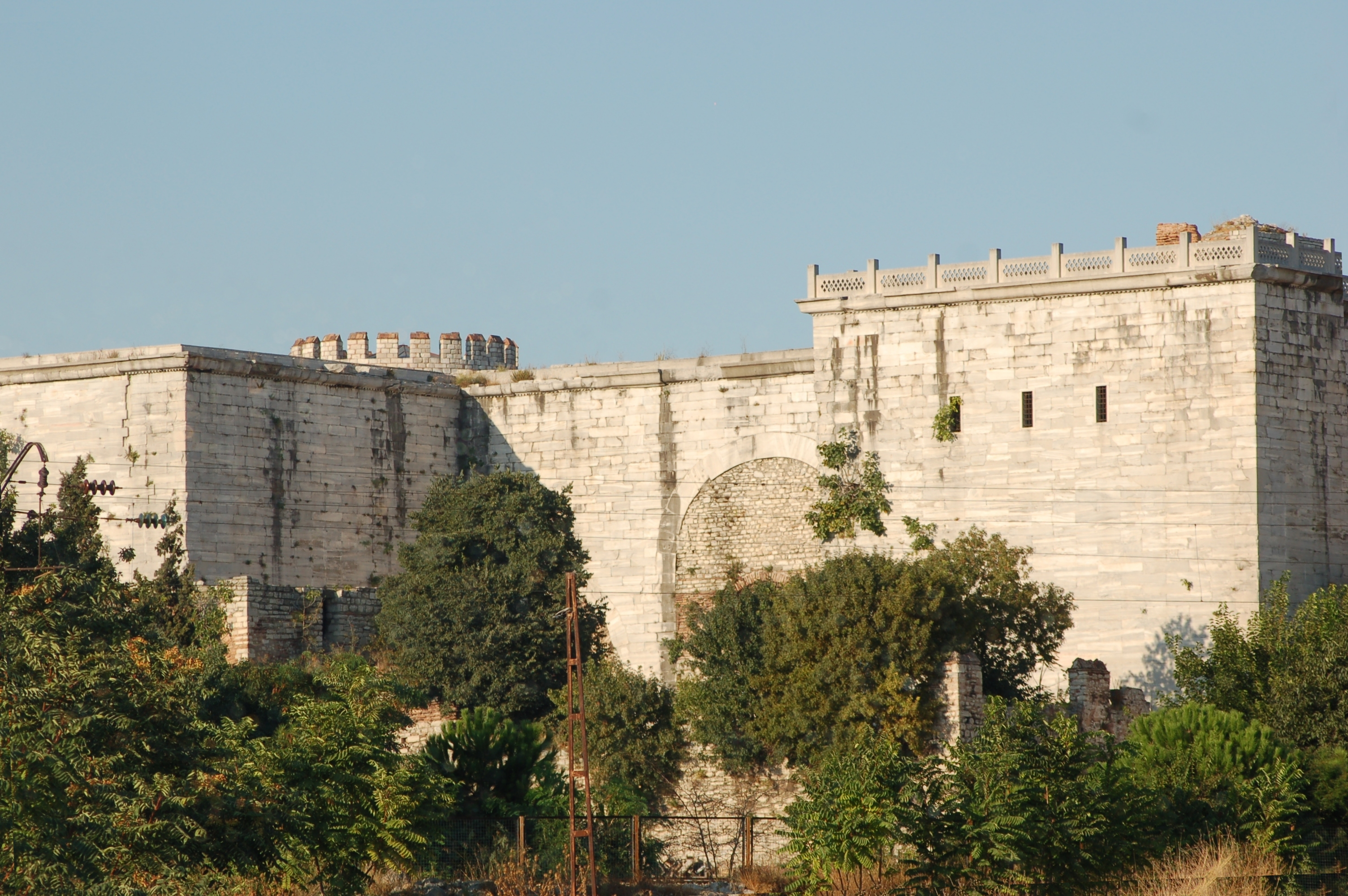
A Porta Dourada (Χρυσεία Πύλη; Porta Aure)

## Rescaldo

Império Bizantino e territórios muçulmanos no final do Califado Omíada,

## Impacto cultural

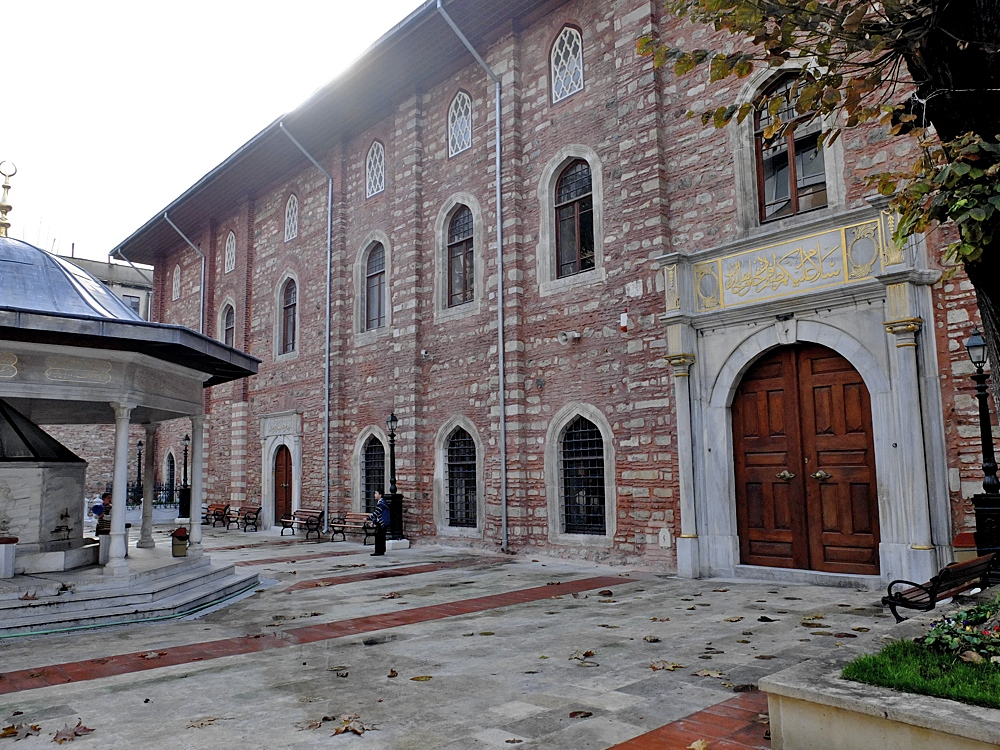
A Mesquita Árabe, que segundo a lenda (muito improvável) foi mandada construir por Maslama durante o cerco